# Surbiton Trophy 2018
Die Surbiton Trophy 2018 war ein Tennisturnier des ITF Women’s Circuit 2018 für Damen und ein Tennisturnier der ATP Challenger Tour 2018 für Herren in Surbiton. Beide Turniere fanden zeitgleich vom 4. bis 10. Juni 2018 statt.